# Hasle bei Burgdorf
Hasle bei Burgdorf (toponimo tedesco) è un comune svizzero di 3 350 abitanti del Canton Berna, nella regione dell'Emmental-Alta Argovia (circondario dell'Emmental). Grazie alla stretta collaborazione con la vicina comunità di Rüegsau, l'ufficio postale, la stazione ferroviaria, la scuola secondaria, nonché alcuni club e negozi portano il nome di Hasle-Rüegsau.

## Monumenti e luoghi d'interesse

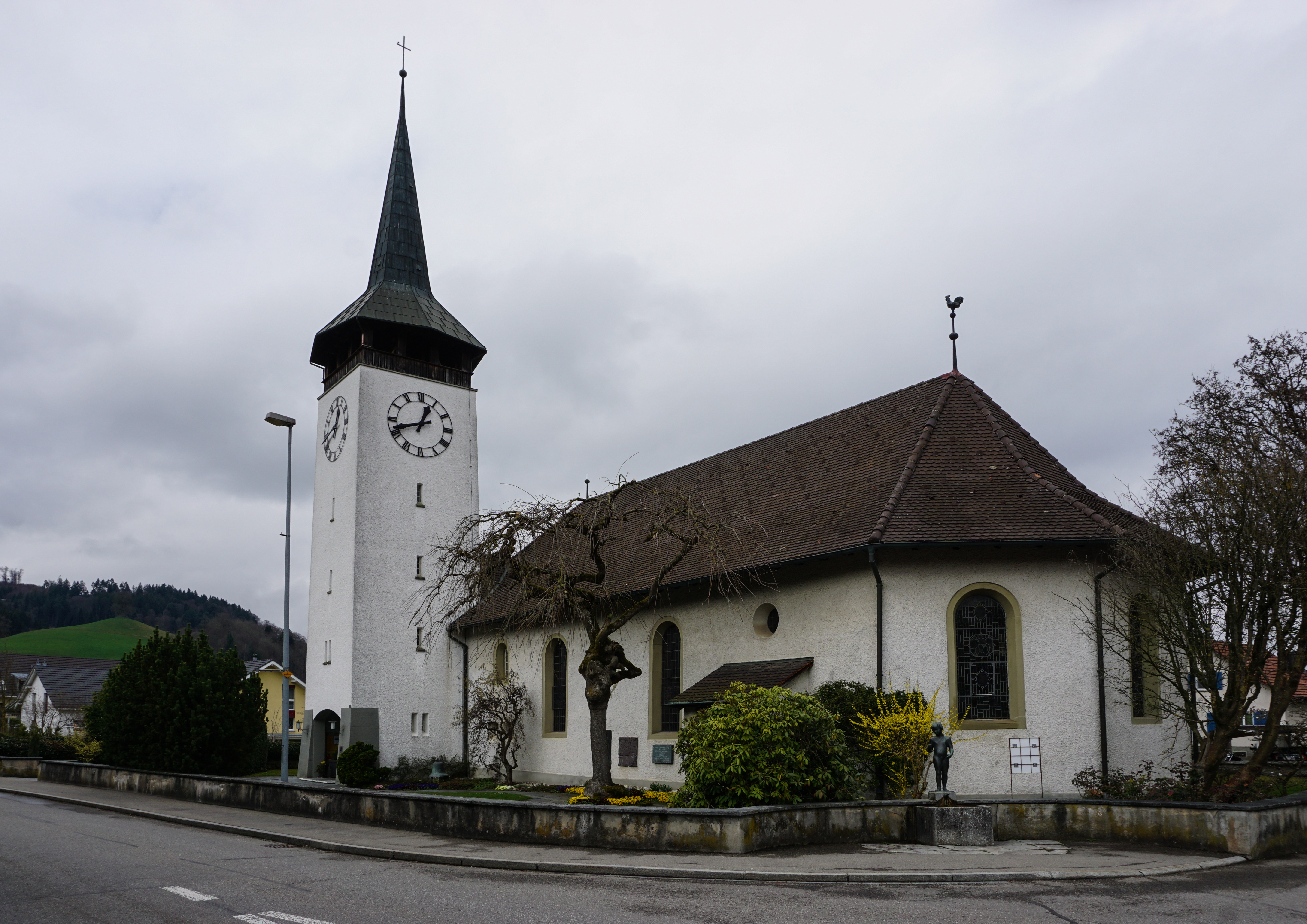
La chiesa riformata

- Chiesa riformata, attestata dal 1254-1255 e ricostruita nel 1678-1680[1].

## Società

### Evoluzione demografica
L'evoluzione demografica è riportata nella seguente tabella:
Abitanti censiti

## Infrastrutture e trasporti
Hasle bei Burgdorf è servito dalla stazione di Hasle-Rüegsau sulle ferrovie Emmentalbahn e Burgdorf-Thun (lungo la quale sorge anche la stazione di Schafhausen im Emmental).

## Amministrazione
Ogni famiglia originaria del luogo fa parte del cosiddetto comune patriziale e ha la responsabilità della manutenzione di ogni bene ricadente all'interno dei confini del comune.